# Sciamatura (ape)

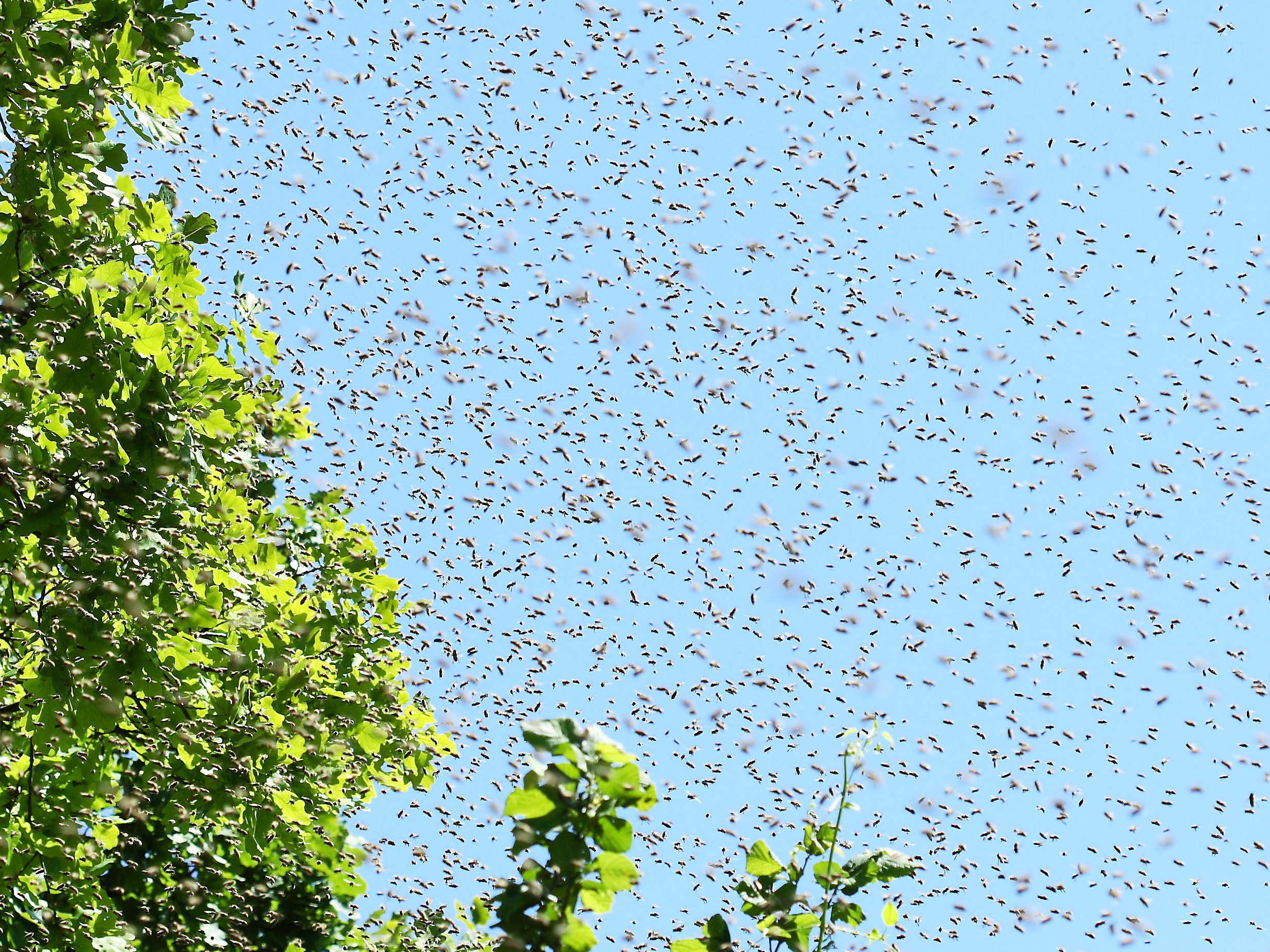
Sciamatura

La sciamatura è il modo in cui si riproducono le famiglie di api (considerate come un superorganismo non essendo i singoli individui in grado di sopravvivere da soli).
La sciamatura si verifica solo quando la famiglia è florida ed è in grado di superare le dure prove della ricostruzione, in quanto può asportare fino ai tre quarti della popolazione totale. L’esodo non avviene all’improvviso, l’alveare che si prepara a sciamare presenta un movimento insolito davanti all'ingresso dell'arnia. Alcuni giorni prima, la regina si muove agitata emettendo un suono particolare e le api che la seguiranno emettono anch’esse un ronzio che fa eco all’inno regale.
Lo sciame è formato per la maggior parte da individui di età compresa tra i 12 e i 18 giorni, in quanto in questa fase le operaie hanno le ghiandole ceripare completamente sviluppate e sono quindi in grado di avviare la realizzazione di nuovi favi. Le api operaie invece rallentano la loro attività di raccolta sui fiori, alcune sostano davanti all'ingresso mentre altre si riuniscono in grappoli così evidenti da formare la cosiddetta “barba”, mentre i fuchi entrano ed escono dall'alveare senza una meta. Questi comportamenti sono tipici della “febbre della sciamatura”.
Tale fenomeno si verifica circa due giorni prima della sciamatura stessa in quanto le api bottinatrici diminuiscono il loro lavoro di raccolta ed entrano in azione alcuni gruppi di api esploratrici, in cerca di un possibile luogo dove poter collocare il futuro sciame, che verrà comunicato attraverso il linguaggio della “danza delle api”.
La sciamatura avviene normalmente nelle ore centrali di una giornata di sole con temperatura calda.

## Fattori che condizionano la sciamatura
La sciamatura è una caratteristica ereditaria delle diverse razze d’api, ma ci sono dei fattori interni ed esterni alla colonia che condizionano la sciamatura stessa.
I fattori interni sono:
- Famiglia numerosa: 60/80.000 individui;
- Mancanza di spazio nel nido;
- Eccessiva produzione di fuchi;
- Regina con età avanzata: la famiglia con regina di due o più anni tende a sciamare mentre le famiglie con la regina dello stesso anno non sono portate a sciamare se non in casi sporadici;
- Presenza di cupolini reali;
- Favi vecchi.

I fattori esterni sono:
- Il clima;
- Disponibilità di fonti nettarifere e pollinifere;
- Posizione dell’alveare più o meno soleggiata.

L’apicoltore può tentare di ridurre le possibilità di sciamatura tramite il pareggiamento della famiglia forte con una debole, l’inserimento del melario, l’eliminazione della covata di fuchi e l’eliminazione ogni 4-6 giorni di tutti i cupolini reali.

## Formazione di una nuova colonia
La nuova colonia si forma quando l'ape regina lascia la famiglia d'origine con un nutrito numero di api operaie. Tale sciame è detto primario ed è formato dalla vecchia regina. Nel frattempo, nella famiglia d'origine si è provveduto a far sviluppare una o più nuove regine in modo che siano pronte per la sostituzione immediata di quella che lascerà l'alveare.
L'eventualità che esistano più regine rappresenta una situazione eccezionale che sfocerebbe in un disordine non accettabile. Qualora vi siano più nuove regine nella famiglia rimasta è possibile una nuova sciamatura detta secondaria che potrebbe essere seguita da una molto più rara sciamatura terziaria, cosa che indebolirebbe oltre misura la famiglia d'origine. Più spesso una delle nuove regine cercherà di accoppiarsi effettuando un volo nuziale e una volta fecondata prenderà il sopravvento cercando semplicemente di eliminare le altre, a quel punto con la collaborazione delle operaie. Gli sciami secondari e terziari, formati quindi da regine vergini, sono di dimensioni ridotte rispetto allo sciame primario.
Di solito, quando la nuova regina sta nascendo o è appena nata, lo sciame primario esce dall'arnia e si mette su di un ramo nei pressi dell'apiario. Le api esploratrici cominciano la ricerca di un luogo (un albero cavo, tra le rocce o altro) idoneo alla costituzione della nuova colonia. Una volta trovato, vanno a chiamare lo sciame che le aspetta. Quindi, lo sciame parte e tutte le api, compresa la regina, emanano un feromone chiamato di Nasonov, che serve per tenerle unite, cosicché se alcune si perdono possono ritrovare le compagne seguendo questa scia “odorosa”. Di solito se ne stanno in attesa, appese a grappolo, per 24/48 ore, senza dare segni di agitazione. Viene formata una nuova colonia nel nuovo nido e di solito quando c'è una regina vecchia, dopo un paio di cicli di covata viene sostituita in quanto esausta.
Nel caso di sciami secondari, la regina è vergine e quando uscirà dal nuovo nido per accoppiarsi, qualora venisse uccisa da un calabrone, una rondine o altro, la famiglia che la aspetta andrà incontro alla sua rapida estinzione, in quanto nel nuovo nido non vi è neppure un uovo per poterne allevare un'altra. Per questo motivo lo sciame primario è sempre il più grande in quanto ha la garanzia di una regina che si è già accoppiata. Tutte le api che compongono lo sciame quando escono dall'alveare, si sono completamente riempite di miele per avere nutrimento nel caso si tardi a trovare un nuovo nido e comunque per poter cominciare subito a costruire cera, per ogni 100 grammi di cera hanno bisogno di un chilo di miele. Difficilmente le api di uno sciame pungono, proprio perché sono talmente piene di miele che non riescono a inarcare l'addome per fare fuoriuscire il pungiglione.
La sciamatura è un fenomeno prevalentemente primaverile, che dura usualmente due o tre settimane, dipendenti dalle condizioni locali. Occasionalmente possono però verificarsi sciamature fuori periodo, in stagione inoltrata, di solito causate da problemi sanitari. Rare invece le sciamature autunnali ed invernali quasi sempre costituite dall'integrale abbandono dell'alveare divenuto inospitale.

## Riorganizzazione della famiglia abbandonata dallo sciame
La vecchia famiglia si presenta spopolata e le api rimaste iniziano subito la riorganizzazione della stessa ripulendo ed eliminando tracce di cera o sporcizie varie che possono essersi depositate nelle ore precedenti alla sciamatura, riprendono a curare regolarmente la covata e continuano le nascite delle nuove api la cui prima uscita dall'arnia avverrà dopo una settimana. A causa della sciamatura l'alveare è orfano. La nascita delle nuove regine non avviene contemporaneamente e questo consente lo sviluppo di più sciami. Ognuno di essi sarà guidato da una regina vergine. Dopo la nascita della nuova regina si possono verificare due diverse situazioni: la regina vergine, non riuscendo ad uccidere le sorelle principesse, si prepara ad una nuova sciamatura, oppure riesce ad essere l'unica regnante. Tuttavia la nuova regina deve farsi fecondare per poter essere accolta definitivamente dalle operaie che manifestano ancora segni di diffidenza.

## Apicoltura

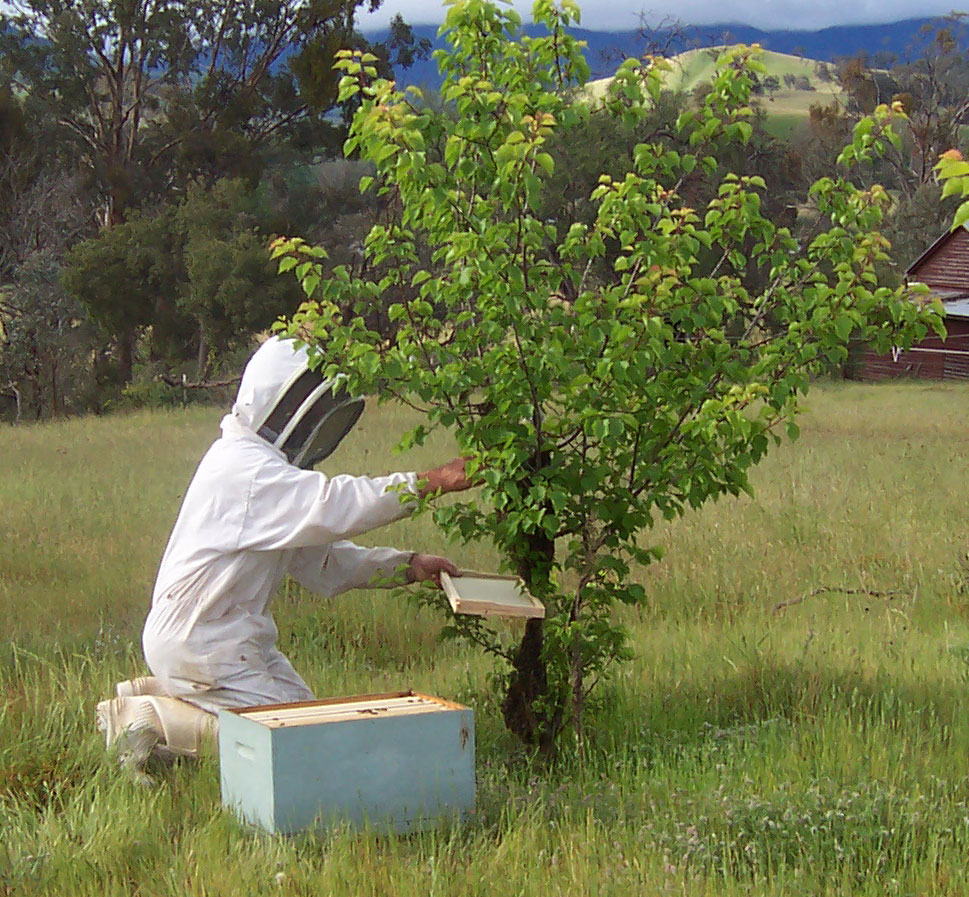
Un apicoltore intento al recupero di uno sciame.

Fino ad alcuni decenni fa la sciamatura era utilizzata come normale modalità per l'incremento del parco apistico mediante ricattura dello sciame fuoriuscito con ricollocazione all'interno di una nuova arnia dell'apiario.